# 高崖沟
高崖沟，又名孙家沟和米粮川，因沟口的高崖得名，是中华人民共和国境内的一条河流，流经甘肃省和宁夏回族自治区，是黄河的支流。
该河发源于甘肃靖远县黄家洼山，在宁夏中卫市北长滩注入黄河。全长76.1千米，宽100米左右，流域面积达2580平方千米，流域年均降水量为230毫米，为间歇性河流。河流上中游是地下水潜流，下游为地表水径流，年均径流量为1030万立方米，最大洪峰出现在1850年的2280立方米/秒。河床以沙砾石和泥土为主。其主要支流有若水沙河，牛条河，北沟等。